# 吉姆·安德森
吉姆·安德森（英語：Jim Anderson，1963年4月14日—），英国男子游泳运动员。他曾代表英国参加1992年、1996年、2000年、2004年、2008年和2012年夏季残疾人奥林匹克运动会游泳比赛，获得六枚金牌、九枚银牌和二枚铜牌。